# Polycentropus similis
Polycentropus similis är en nattsländeart som beskrevs av Douglas E. Kimmins 1962. Polycentropus similis ingår i släktet Polycentropus och familjen fångstnätnattsländor. Inga underarter finns listade i Catalogue of Life.